# Софийская церковь (Циндао)

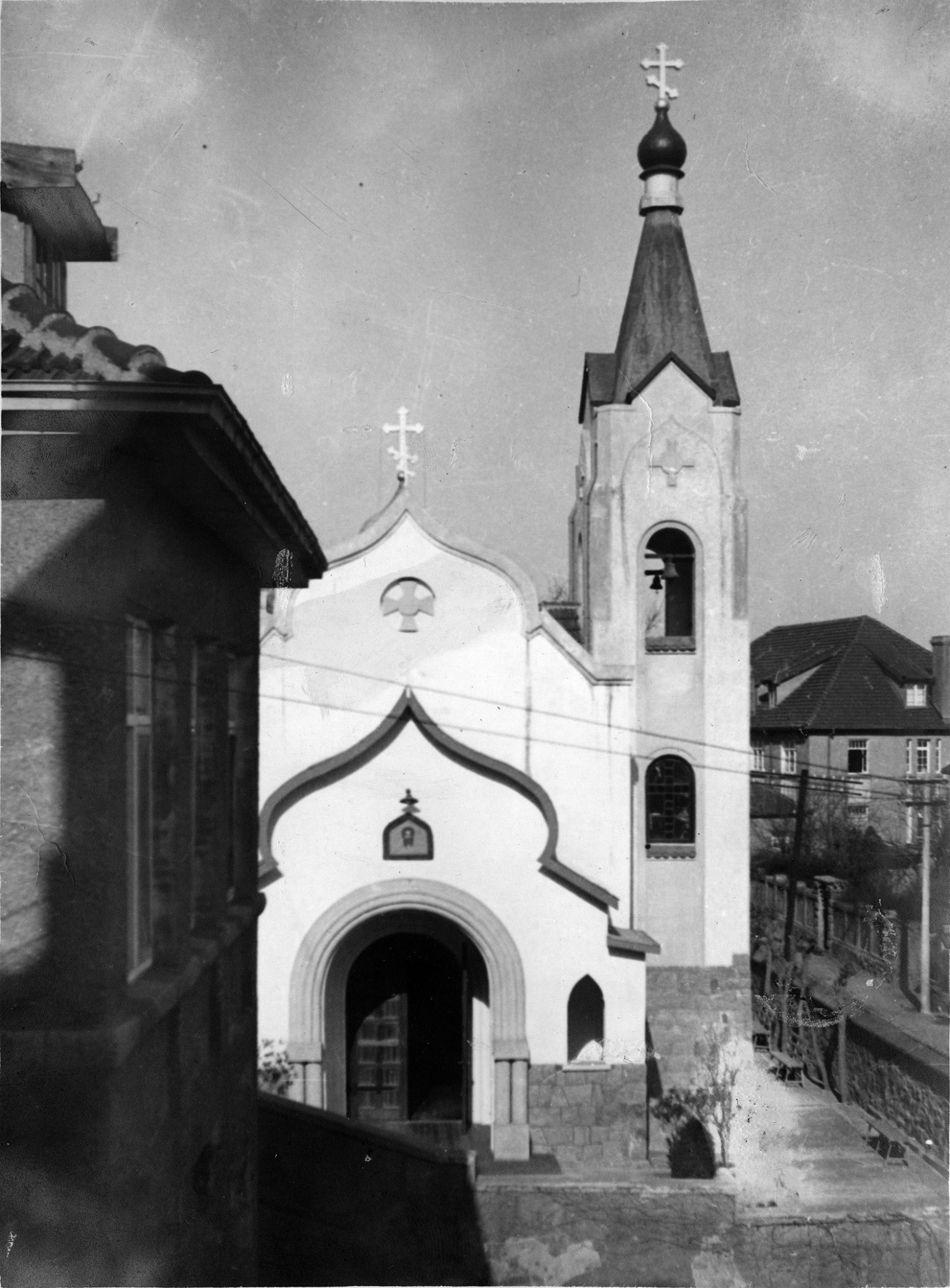
Софийская церковь (1942)

Софийская церковь (кит. 圣索菲亚教堂) — разрушенная церковь Русской православной церкви в городе Циндао. Располагалась на 34, Jinkou 1st Road на пересечении с Yushan Road.

## История
Церковь в Циндао была построена в 1927 году на земле, пожертвованной китайским правительством, и на средства, собранные среди дальневосточной эмиграции. Накануне японско-китайской войны она была зарегистрирована как собственность Русского христианского православного общества.
После оккупации японскими войсками значительной части Китая, в Циндао прибыл начальник Русской духовной миссии в Китае архиепископ Виктор (Святин) с майором Таки, главой русского отдела японской военной миссии в Северном Китае. В присутствии майора Виктор объявил Русское Православное Общество не существующим, а церковь включил в общее имущество Пекинской Духовной Миссии. 10 августа 1938 года вместо распущенного Русского христианского православного общества епископ Виктор (Святин) утвердил устав Свято-Софийского православного братства города Циндао.

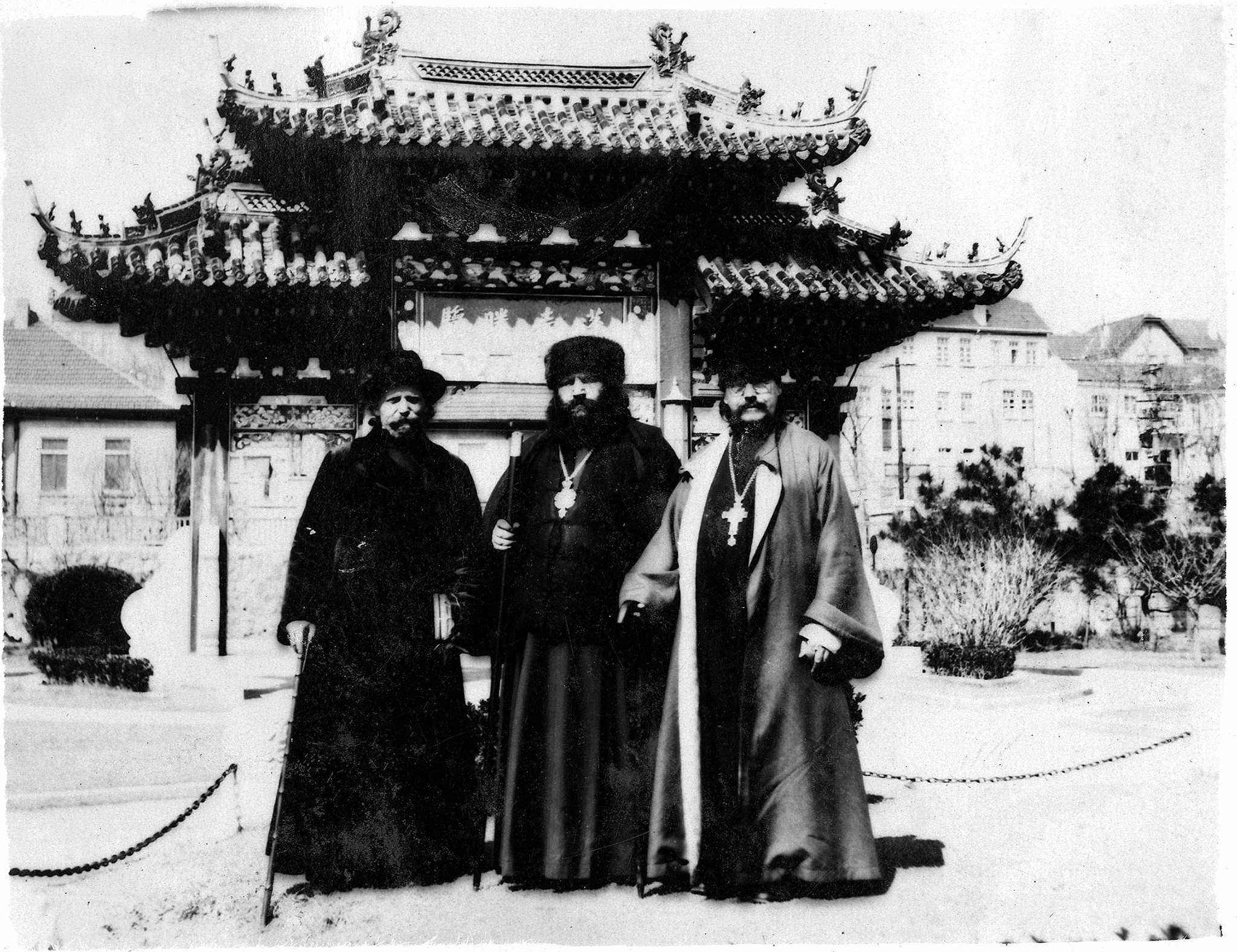
Архиепископ Виктор с настоятелями в Циньдао

Усилиями протоиерея Валентина Синайского на Русском кладбище на склоне горы Лаошань над скалистым берегом морского залива началось строительство Софийской церкви по проекту архитектора Владимира Юрьева. В возведении церкви активное участие принимал военный инженер Н. И. Капошилин. В августе 1939 года строительство было окончено. По доступным фотографиям можно предположить, что здание сооружено из бетона.
Помещение церкви, по воспоминаниям, было просторным и светлым, хорошо оформленным. В. Г. Юрьев принимал участие в оформлении интерьера, написал несколько образов.
Вместе с русской духовной миссией в Китае приход перешёл в Московский Патриархат в 1945 году. Около половины прихожан это храма отказалось от советского гражданства и собиралось в ближайшее время покинуть Китай, другая же половина решила принять советское гражданство. Тем не менее обстановка в приходе была мирной, — во многом благодаря выдержанному и миролюбивому характеру настоятеля прихода, который своим епархиальным архиереем признавал архиепископа Пекинского Виктора (Святина).
В августе 1948 года в Циндао прибыл сохранивший верность РПЦЗ архиепископ Иоанн (Максимович) и, как признанный Министерством внутренних дел гоминьдановского правительства Начальником русской духовной миссии, поселился в священническом доме Свято-Софийского прихода. Между прихожанами, весьма уважавшими архиепископ Иоанна за его поистине подвижнические труды, аскетизм и личные качества, и священниками этого храма возник спор о каноническом подчинении Свято-Софийского прихода. Спор решён был с помощью полиции — ключи от храма оказались в полицейском участке и выдавались для службы архиепископу Иоанну или назначенному им новому настоятелю храма священнику Кириллу Зайцеву. Особым указом архиепископ Иоанн объявил о роспуске Свято-Софийского церковного братства в Циндао и восстановил старую церковную организацию — Русское Христианское эмигрантское общество в Циндао, члены которого не признавали Начальником миссии архиепископа Виктора (Святина) и подчинялись архиепископу Иоанну. Было перерегистрировано и имущество. Богослужения в храме совершались поочередно священниками, подчиненными архиепископу Иоанну и архиепископу Виктору. В 1949 году часть общины, верная архиепископу Иоанну, выехала на Филиппины, взяв с собой большую часть имущества и архивов храма. После этого богослужения в храме проводила только община Московского Патриархата.
Церковь закрылась в 1951 году в связи массовым отъездом русского населения из Китая. Впоследвие использовалась как склад и была снесена в 1971—1972 годах. В начале 1990-х годов на месте разрешенного храма стоял четырёхэтажный многоквартирный дом.